# Michael Avi-Yonah
O Dr. Michael Avi-Yonah (26 de setembro de 1904 - 26 de março de 1974) foi um arqueólogo e historiador israelense. Durante sua carreira, ele foi professor de arqueologia na Universidade Hebraica de Jerusalém, e também serviu como secretário do Departamento de Antiguidades.

## Biografia
Nascido em Lemberg, Áustria-Hungria (hoje Lviv, Ucrânia ), Avi-Yonah se mudou para a Terra de Israel com seus pais em 1919, durante o Terceiro Aliyah. Ele estudou pela primeira vez no Gymnasia Rehavia, em Jerusalém, depois foi para a Inglaterra e estudou história e arqueologia na Universidade de Londres. Ao retornar à Terra de Israel, ele estudou na Escola Britânica de Arqueologia de Jerusalém. Suas primeiras escavações arqueológicas foram em Tel el-Ajjul, perto de Gaza, e Ophel de Jerusalém. No final de seus estudos, ele ingressou no Departamento de Antiguidades do governo britânico da Palestina . Ele trabalhou como bibliotecário e arquivista. Após a independência do estado de Israel, ele se tornou secretário do Departamento de Antiguidades.
Em 1949, ele conduziu escavações em Givat Ram, em Jerusalém, durante a construção do Centro de Convenções Internacional, onde foi o primeiro a descobrir uma fábrica de tijolos da Legio X Fretensis. Ele participou da primeira pesquisa que precedeu as escavações de Massada e conduziu uma escavação limitada ao norte de Cesareia Marítima, onde descobriu uma sinagoga antiga.
Ele recebeu o Prêmio Bialik em 1955 por seu livro Antiguidades da Nossa Terra . Avi-Yonah morreu em Jerusalém em 1974.

## Trabalhos parciais
- Encyclopedia of Archaeological Excavations in the Holy Land
- Jerusalem the Holy
- The Art of Mosaics (cowritten with Richard L. Currier)
- Holy Land
- Ancient Scrolls
- History of Israel and the Holy Land
- Views of the Biblical World. Jerusalem: International Publishing Company J-m Ltd, 1959.
- Avi-Yonah, M. (1976). Gazetteer of Roman Palestine. Institute of Archaeology, Hebrew University of Jerusalem. Col: QEDEM 5. [S.l.: s.n.]
- Macmillan Bible Atlas with Yohanan Aharoni (1993)